# Rolf Küderli
Rolf Küderli – szwajcarski bobsleista, złoty medalista mistrzostw świata.

## Kariera
Największy sukces w karierze Küderli osiągnął w 1957 roku, kiedy wspólnie z Hansem Zollerem, Hansem Thelerem i Heinzem Leu zwyciężył w czwórkach podczas mistrzostw świata w St. Moritz. Był to jednak jego jedyny medal wywalczony na międzynarodowej imprezie tej rangi. Nigdy nie wystąpił na igrzyskach olimpijskich.